# Gārsene socken
Gārsene socken (lettiska: Gārsenes pagasts) är ett administrativt område i Aknīste kommun, Lettland.